# 格林卡斯爾 (密蘇里州)
格林卡斯爾（英語：Greencastle）是位於美國密蘇里州沙利文縣的城市。

## 人口
根據2020年美國人口普查的數據，格林卡斯爾的面積為1.17平方千米，當中陸地面積為1.16平方千米，而水域面積為0.01平方千米。當地共有人口224人，而人口密度為每平方千米191人。